# Майже ніколи не навпаки
«Майже ніколи не навпаки» (2007) — роман, сімейна сага в новелах, автор якої українська письменниця Марія Матіос.
Твір розповідає історію гуцульських родин Чев'юків, Кейванів, Варварчуків від часів Австро-Угорської імперії, Першої світової війни й аж до середини ХХ століття, а також про життєві метання Мариньки Богодухої, Олекси Німого.

## Композиція роману
Роман складається з трьох новел: «Чотири — як рідні — брати», «Будьте здорові, тату», «Гойданка життя». Композиційний стержень твору — головна думка: все минає, окрім любові. Марія Матіос сказала: «Ця книга — про те, на що здатне людське серце, яке вражене любов'ю, ненавистю, бажанням помсти, заздрістю, і на що воно спроможне у часи випробування радістю і печаллю. Коли мене питали, яка головна думка твору, відповідала і такими ж словами підписувала книжки: „Честь понад усе“. Кожен персонаж доводить своє людське алібі морального плану. Воно може видатися для когось жорстокістю чи злом. Я намагаюся розвернути кожну людину так, як розвертають діамант перед прожектором, і з'ясувати, чому людина вчинила, можливо, жорстоко, але справедливо»

## Короткий зміст
Колись Кирило Чев'юк знехтував великим коханням, одружився за розрахунком на багатій. Щастя не знайде жоден із родини. У новелі «Чотири — як рідні — брати» йдеться про трагедію родини Чев'юків. Найменший Дмитрик «пішов у глину через молоду свою кров, не маючи й двадцяти років», господаря Кирила застрелено на полюванні, а брати: Павло, Оксентій, Андрій — посварилися за землю. Новела «Будьте здорові, тату» увиразнює головні події першої. Тут ідеться про одруження Петруні (саме через неї загинув Дмитрик) з «невдатним до жінки» Іваном Варварчуком, її любов до найменшого сина Чев'юків, плекання ганчір'яної дитинки.
Третя новела «Гойданка життя» семантично пояснює дві попередні. Вона розповідає про подружні стосунки Кейванів, про Мариньку й Кирила, зраду останнього, переживання Олекси Німого, потай закоханого в Мариньку.
Марія Матіос застосовує так званий «багатоярусний» сюжет. Отож, скеровує читача від першої через другу до третьої новели, а потім передбачає вторинне читання другої — третьої — першої частин.

## Відгуки
Дар'я Анцибор стверджує, що в цьому романі «Марія Матіос постає перед нами в ролі тонкого психолога, виписуючи настільки непересічні сюжетні лінії й просто вибиваючи з колії густим імпресіонізмом останніх речень. Жах від описаних у першій новелі подій притягає магнітом, змушує шукати пояснення. Читач переймається, співпереживає, лякається і відчуває справжній катарсис. Певно, це одна з небагатьох книжок, де читач до останніх сторінок залишається у підвішеному стані зі своїми припущеннями-передбаченнями».

## Переклади
Сімейну сагу «Майже ніколи не навпаки» Марії Матіос перекладено англійською. Перше видання в перекладі Юрія Ткача (Австралія) побачило світ у 2010 році в Мельбурні. У 2012 році книга «Hardly Ever Otherwise» вийшла друком в англійсько-нідерландському видавництві GLAGOSLAV. Як австралійське, так і британське видавництва купили права на оформлення видання в українського художника Сергія Іванова, незмінного ілюстратора книжок Марії Матіос.

## Нагороди
Книжка року — 2007.
Гран-прі і перша премія конкурсу «Коронація слова» — 2007.